# Abdelouahed Souhaïl
Abdelouahed Souhaïl (en arabe : عبد الواحد سهيل) est un homme politique marocain, né en 1946 à Casablanca. Il est affilié au Parti du progrès et du socialisme. Entre 2012 et 2013, il est ministre du Travail et de la Formation professionnelle dans le Gouvernement Benkiran I.

## Parcours politique et syndical
Abdelouahed Souhaïl entre en 1963 au Parti communiste marocain (PCM), il est membre du bureau régional et responsable du secteur étudiant du PCM à Casablanca de 1965 à 1968, membre du bureau de la corporation des étudiants en droit de 1965 à 1967 et secrétaire général de la section de Casablanca de l'Union nationale des étudiants du Maroc.
Il est membre du bureau politique du Parti du progrès et du socialisme (PPS) depuis le 1e Congrès national tenu en 1975, il est à ce titre à plusieurs reprises chargé des questions économiques et de la rédaction de plusieurs documents de synthèses adoptés lors des sessions du comité central et des congrès. Il est président de la commission politique des 5e et 6e congrès de ce parti et est chargé du rapport avec le monde des idées et des affaires. Il a également été chargé de la création de la Fondation Ali Yaâta. En février 2020, il est nommé président de cette fondation.
Il est aussi membre fondateur de l'association des économistes marocains qui est présidée par Aziz Belal depuis sa création.
D'autre part, Abdelouahad Souhaïl est élu conseiller de la ville de Casablanca de 2003 à 2009.
Par ailleurs, il est militant syndical de l'Union syndicale interbancaire UMT et élu délégué du personnel. Il assure aussi un rôle de conseil auprès de la direction de l'Union Marocaine du Travail qu’il a représenté dans des séminaires et congrès d'économistes liés au monde du travail. 
Il est aussi membre de la commission bancaire du Groupement professionnel des banques du Maroc où il prenbd une part active à tous les projets de modernisation, de régulation et de réforme du système bancaire.
En avril 2013, il est décoré par le Président François Hollande, lors de son voyage officiel au Maroc, Grand officier de l’Ordre National du Mérite.

## Parcours professionnel
Abdelouahed Souhail est lauréat de la Faculté de droit et des sciences économiques de Casablanca où il a obtenu une licence en économie, il intègre sur concours la Banque marocaine du commerce extérieur (BMCE) en novembre 1967 comme attaché de direction. À l'issue de stages de perfectionnement au sein de banques européennes, il s'est vu confier, au cours de trente années dans cette même banque, plusieurs responsabilités de gestion et d'animation de réseaux régionaux d'agences.
Cette longue carrière d'exploitation de banque lui a permis une connaissance approfondie du tissu productif marocain ainsi que d'établir des liens solides avec l'ensemble des décideurs économiques.
Abdelouahed Souhaïl a pris activement part en tant que membre représentant la communauté bancaire, aux travaux menés par le « Comité de suivi du projet de développement du secteur privé » qui regroupe les représentants du secteur public et privé et la Banque mondiale.
Au lendemain de la privatisation de la BMCE en 1995, il s'est vu confier la direction du réseau national ainsi que des activités de développement de marketing auprès des clientèles des entreprises, des particuliers et des professionnels.
En juin 1996, il devient Directeur général chargé du réseau, de la clientèle, des engagements, du développement, de la monétique, du marketing et du Back office Maroc de cet établissement qui compte alors près de 180 agences et 2 000 salariés.
En février 1998, il est nommé Président directeur général du Crédit immobilier et hôtelier, par le roi Hassan II. Il exercera cette fonction jusqu’en 2001. Il y initiera différents chantiers tels la mise aux normes des résultats de l'entreprise, l'apurement d'une partie des créances douteuses, la baisse des frais généraux, la diminution des coûts de ressources, la rationalisation des ressources humaines, le développement du réseau  et le renouvellement de '’image. Il mettra au point et entamera avec l'appui des autorités de tutelle et des actionnaires un plan de sauvetage et de redressement de cette banque.
Entre 2007 et 2010, il exerce la fonction de vice-président du groupe Ynna Holding.
Abdelouahed Souhaïl a aussi été administrateur de plusieurs sociétés notamment la Société nationale d'électrolyse et de pétrochimie (SNEP), Société nationale des autoroutes du Maroc (ADM),Société Arabo-Africaine de Distribution, d’Édition et de Presse (SAPRESS) et la Caisse nationale de sécurité sociale (CNSS).